# Museo de la Pesca
El Museo de la Pesca, situado en el mismo puerto pesquero de Palamós, muestra la relación básica entre el ser humano y el mar. Lo hace de una forma abierta, participativa e interpretativa, de modo que los visitantes se sientan cómplices de una historia que gira alrededor del pescado y de la pesca, y salgan del museo con una mirada nueva de esta actividad económica.
El Museo de la Pesca quiere ser un lugar de diálogo entre la gente de mar y el resto de la sociedad; quiere rescatar una tradición milenaria entre las comunidades y el mar y pretende descubrir un mundo apasionante y frágil, de un patrimonio natural, social y cultural procedente de la pesca y sus protagonistas más directos, con la voluntad inequívoca de tomar posición ante el futuro del sector y de los recursos marinos.
Este objetivo se lleva a cabo por medio de una serie de equipamientos situados en el puerto de Palamós, que ofrecen servicios, acciones y actividades en el ámbito de la conservación, el estudio, la difusión y la valoración del patrimonio ligado al pescado, a la pesca y a los pescadores del litoral de la Costa Brava: la exposición permanente, Documare (Centro de Documentación de la Pesca y el Mar), la Cátedra de Estudios Marítimos, las Barcas del Pescado, y el Espacio del Pescado como aula gastronómica y de descubrimiento de las especies y de la cocina tradicional.

## Recorrido por el museo
El museo se organiza en una serie de ámbitos: 

### ¿Qué se pesca?
El Mediterráneo es un mar pequeño pero con una gran diversidad de ecosistemas, hábitats y especies. En la zona occidental conviven más de quinientas especies diferentes, aunque menos de un centenar tienen valor comercial. De hecho, el sector pesquero catalán se fundamenta principalmente en una veintena de especies.
La pesca catalana es una actividad diaria que utiliza métodos de pesca diversos, adaptados a las diferentes características de cada especie.

### ¿Dónde y desde dónde se pesca?
La costa y el fondo del mar condicionan la vida marina y la localización de los caladores, los lugares de pesca. Algunos están a nivel del agua y otros a mucha profundidad.
Las playas y los puertos siempre han sido espacios centrales para el trabajo de los pescadores y han servido para protegerse de los temporales. Hoy en día en los puertos se descargan las capturas, se comercializan y se distribuyen, tanto en mercados locales como en destinos internacionales.

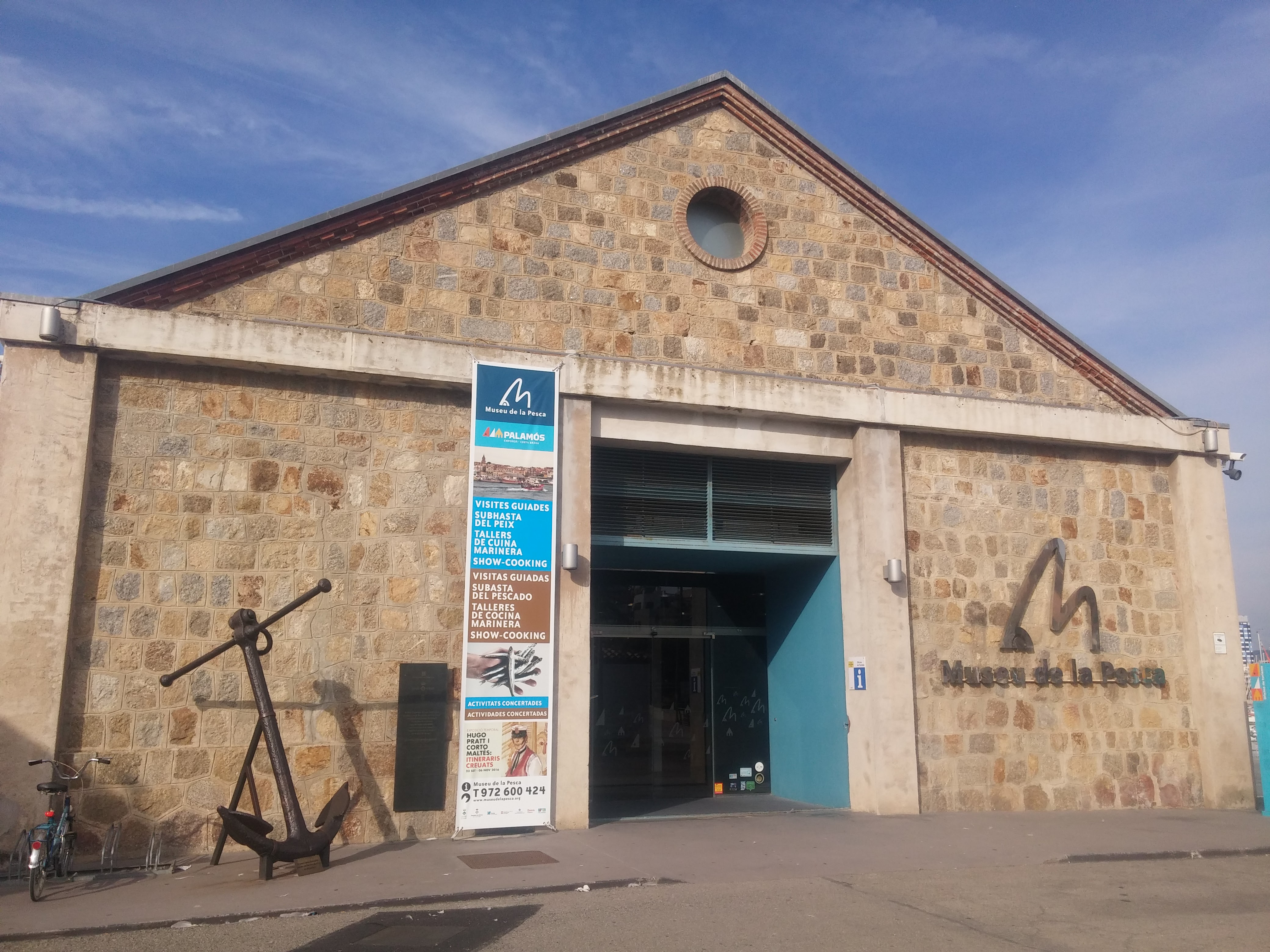
Fachada del Museo de la Pesca. Palamós

### ¿Quién es quién en el mundo pesquero?
El pescador es el protagonista principal de la vida pesquera, pero no es el único actor. A su lado se han ido desarrollando una serie de procesos complementarios y auxiliares: maestros de azuela y calafates, veleros, mecánicos, boteros, cordeleros, remendadoras, vendedores de pescado, trabajadores de las salinas...
Ser pescador exige poseer habilidades, conocimientos, memoria, sabiduría, valentía y espíritu de supervivencia. Su relación secular con el mar ha construido una cultura y una manera de ser propias, identificada en el léxico, las creencias, las celebraciones festivas o la gastronomía, entre otras manifestaciones.

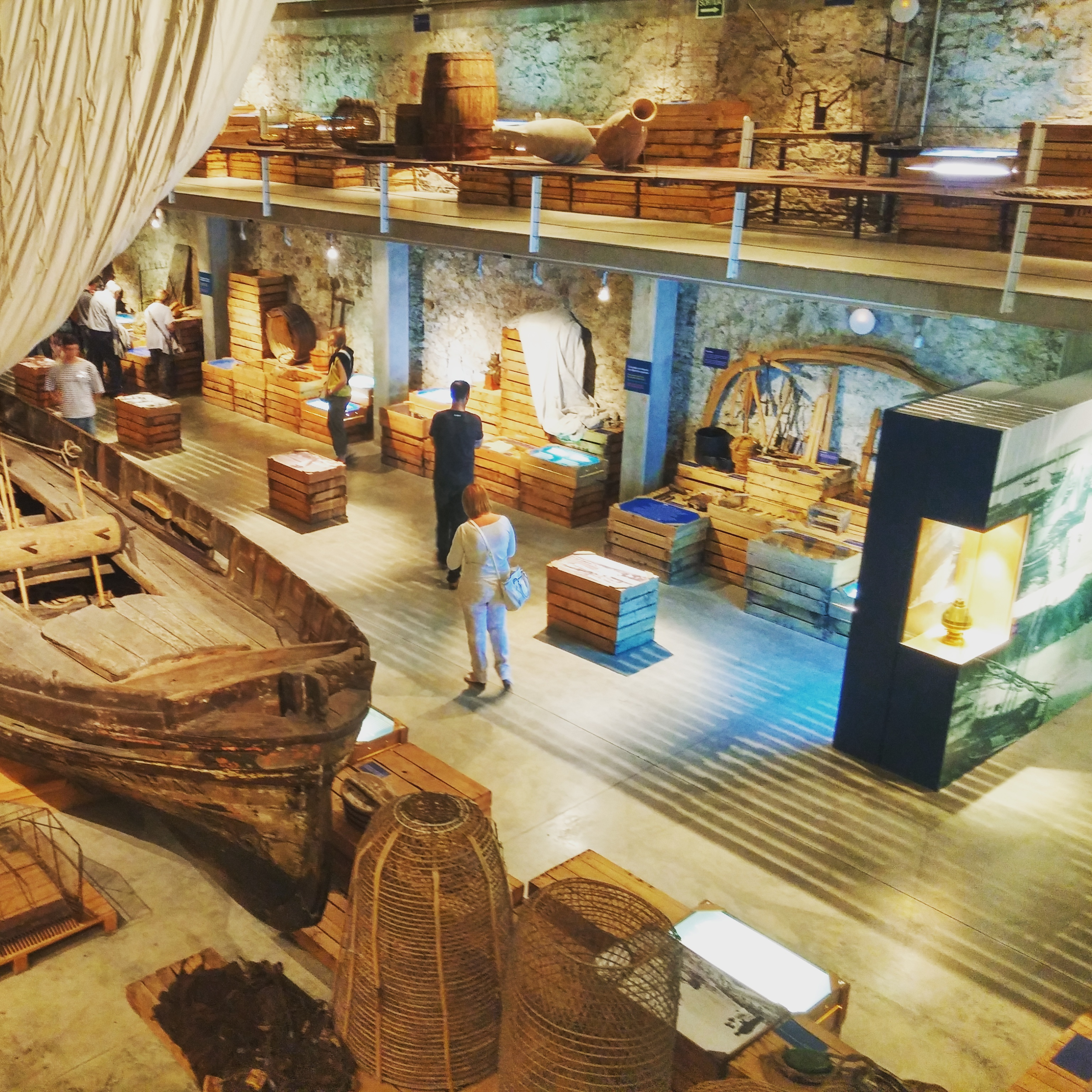
Vista general de la exposición permanente del Museo de la Pesca

### ¿Cómo se pesca?
En Cataluña se utilizan diferentes sistemas de pesca adaptados a cada especie y a su hábitat, sea desde tierra o a mucha profundidad. Cada sistema incluye una técnica y unos instrumentos específicos. Las tripulaciones de las embarcaciones también varían, y están formadas por entre uno y veinte hombres, cada uno con su función.
En la Costa Brava destacan el arrastre, el rodeo y la pesca artesanal. A lo largo del siglo XX el cambio tecnológico ha sido muy importante, dado que la pesca a vela y casi instintiva se ha transformado en una pesca tecnológicamente muy sofisticada.

### El futuro
Si queremos seguir pescando y que el oficio de pescador sea una profesión cualificada, digna, respetada y atractiva, tiene que resultar un oficio atractivo para los jóvenes, mucho más seguro, más participativo, menos incierto y más rentable. Se debe pescar preservando la biodiversidad de los hábitats y las especies que viven ahí, y hacerlo de forma inteligente para los mercados y el consumidor.
El Museo de la Pesca quiere ser un espacio de reflexión y diálogo para conseguir este objetivo, y también de aprendizaje, experimentación y formación de sus visitantes. Solo si se da a conocer en toda su extensión el mundo de la pesca y el pescado se podrá ayudar a sostener el oficio de los pescadores y de su cultura en el futuro.

## Objetos destacados
- Plato de cerámica. Fragmento de plato de arcilla cocida y decorada con peces y crustáceos. En medio del plato se dejaba una concavidad para la salsa. Procede de Empúries y es de época griega, siglo IV a. C.. Desde la antigüedad, el ser humano explotó el mar para la pesca y la navegación. Diferentes objetos dan testimonio del aprovechamiento de los recursos marinos y de la cultura material que generó esta relación.[7]
- Chigre. Herramienta para varar y sacar embarcaciones. Al desembarcar en tierra, los pescadores sacaban las embarcaciones a la playa con la fuerza de los brazos y la ayuda de animales, chigres o cabrestantes. Para barcas pequeñas se utilizaba el palanquín: la barca se deslizaba encima de palos ensebados, igual que para varar, que es la operación de poner la barca en el agua.[8]
- Herramientas para la reparación de redes. Las redes de algodón o cáñamo se rompían con más facilidad que las de nilón. Las redes eran remendadas por grupos de mujeres en la playa o a pie de barca. Actualmente, las grandes redes de traína o de bou de arrastre se extienden sobre el muelle y son remendadas por personas especializadas en esta tarea.[9]
- Brújula. La pesca es una actividad de relación directa con el medio que exige conocimientos amplios de meteorología, ecología, navegación y maniobra, ictiología, etología, oceanografía, tecnología pesquera, comunicaciones, salvamento y supervivencia. La pesca en todo el Mediterráneo es básicamente una pesca litoral. La distancia máxima en los caladeros es de un día desde el puerto base, con la excepción de los grandes atuneros y de algún palangrero.[10]
- Flotadores de vidrio. Elementos auxiliares del arte de arrastre. Estos flotadores de forma esférica se colocaban dentro de una bolsa de malla de esparto, ligada a la armadora superior de la red. Flotaban y así abrían la boca del arte. Fueron sustituidos por los flotadores de plástico.[11]

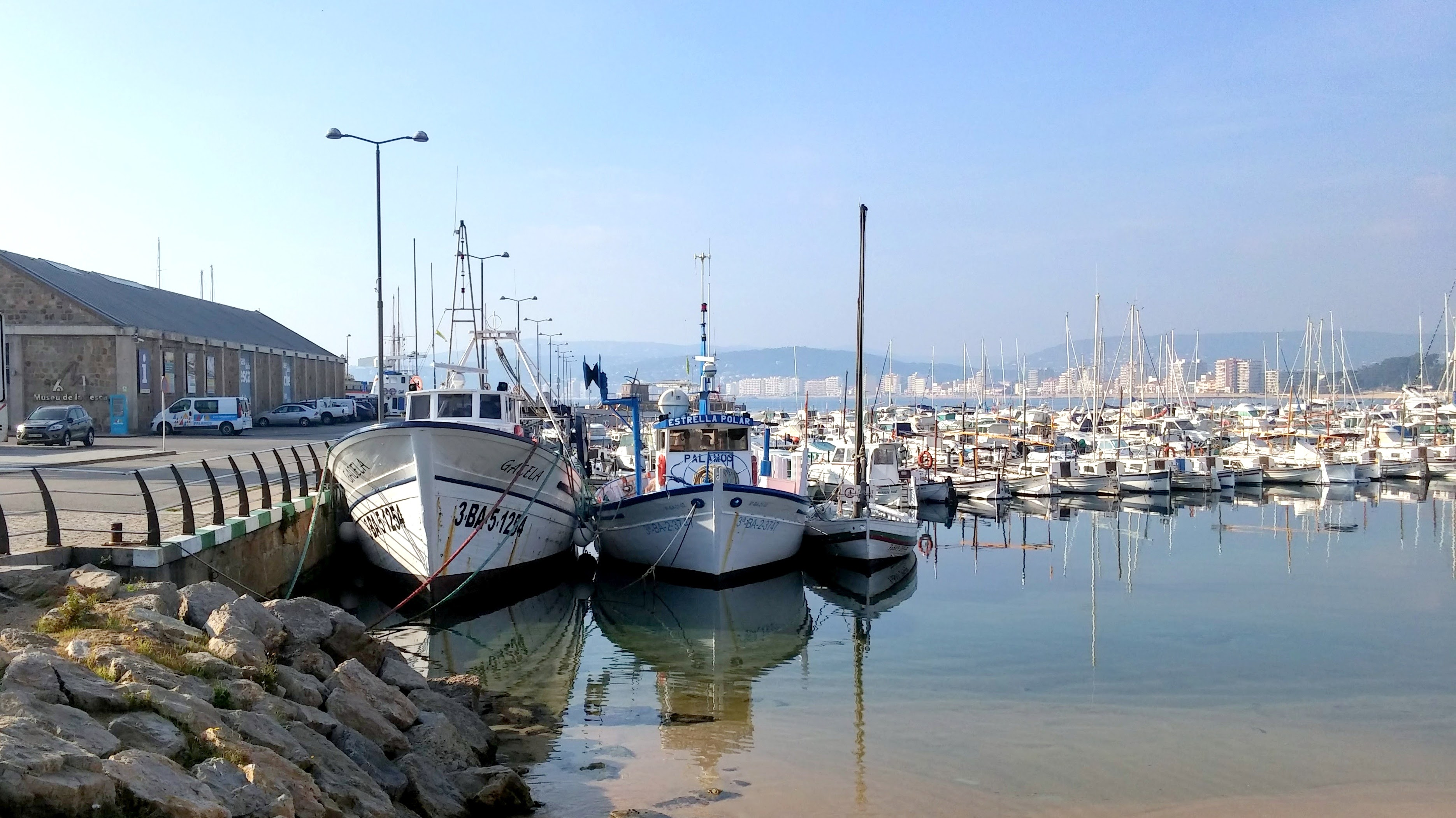
Gacela y Estrella Polar, embarcaciones de la extensión flotante del Museo de la Pesca

- Arte de playa. Los atunes, los lirios, las albacoras y los bonitos son peces pelágicos que forman bancos de muchos miles de ejemplares. En sus movimientos migratorios pasan por las proximidades de la costa e incluso entran en el interior de algunas bahías. Este paso, conocido desde antaño por el pescador mediterráneo, se aprovechaba para capturarlos con artes como el de Port de Reig, que tomaba el nombre de la cala donde se calaba, en el Port de la Selva. Era un arte de parada, es decir, se dejaba calado hasta que el que vigilaba, por el movimiento de las aguas en la bahía, observaba la presencia de un banco de peces.[12]
- Embarcaciones de pesca. La Gacela y la Estrella Polar son una muestra de dos tipologías de embarcaciones que faenan en la costa catalana, una dedicada a la pesca de arrastre y la otra a la pesca de rodeo, y que, en la actualidad, cesada su actividad, constituyen una extensión flotante y visitable del Museo de la Pesca.[13]